# داماد خجالتی
داماد خجالتی فیلمی به کارگردانی آرش معیریان، نویسندگی قربان محمدپور و تهیه‌کنندگی محسن وزیری ساخته سال ۱۳۸۹ است.

## خلاصه فیلم
این فیلم داستان زوج جوانی را روایت می‌کند که شب عروسی دچار اختلاف شده و این اختلاف به مشکلی ریشه‌ای در زندگی مشترک‌شان تبدیل می‌شود.